# Londerzeel
Londerzeel est une commune néerlandophone de Belgique située en Région flamande, dans la province du Brabant flamand.
Elle est née de la fusion des anciennes communes de Londerzeel, de Malderen et de Steenhuffel

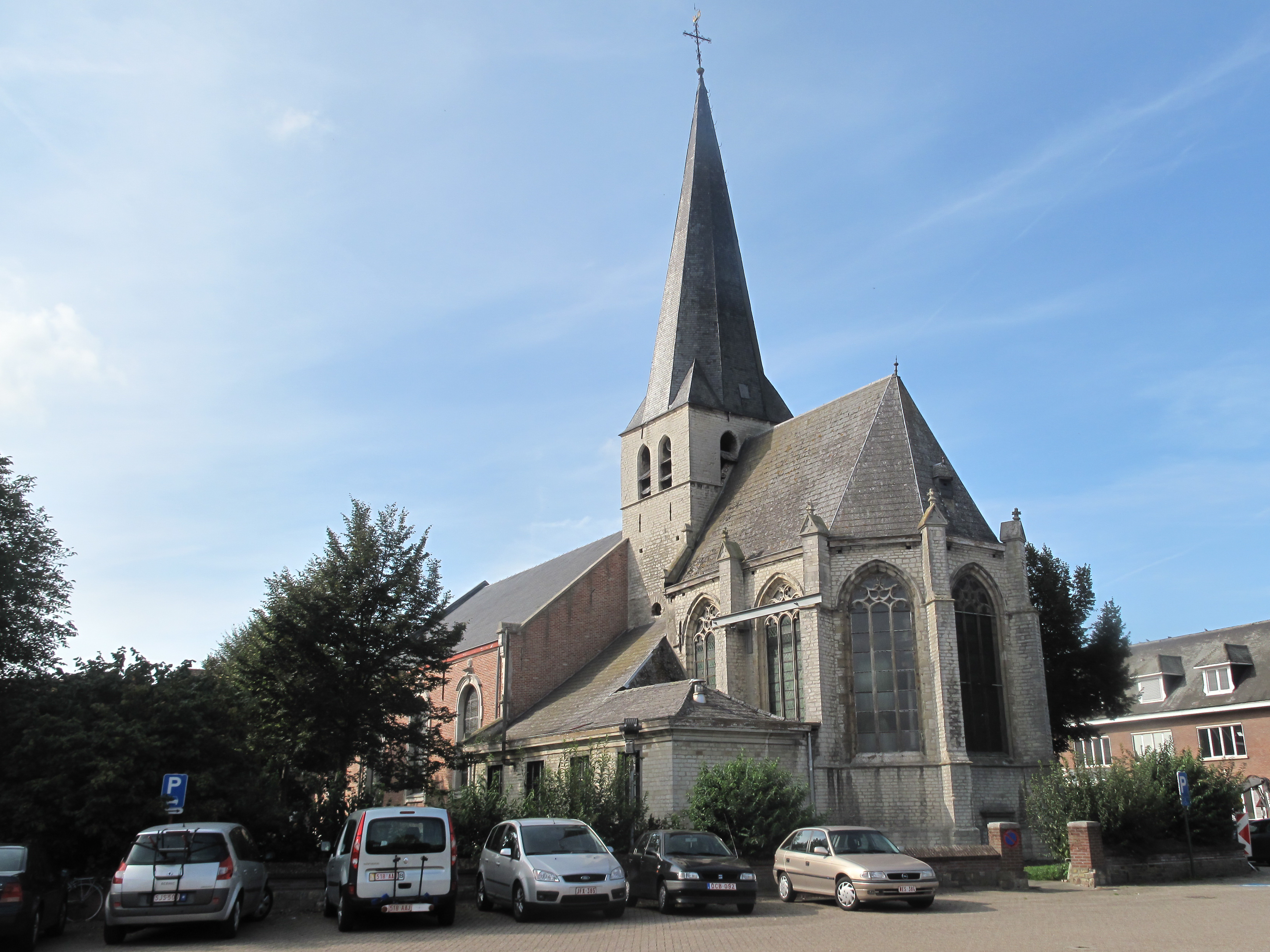
Église de Steenhuffel

## Localités et sections de la commune
| # | Section     | Superf. (km²) | Habitants (2020) | Habitants par km² | Code INS |
| - | ----------- | ------------- | ---------------- | ----------------- | -------- |
| 1 | Londerzeel  | 18,25         | 12.015           | 658               | 23045A   |
| 2 | Malderen    | 8,22          | 3.916            | 476               | 23045B   |
| 3 | Steenhuffel | 10,06         | 2.928            | 291               | 23045C   |

## Démographie

### Démographie: avant la fusion des communes
- Source : DGS recensements population.

### Démographie: commune fusionnée
En tenant compte des anciennes communes entraînées dans la fusion de communes de 1977, on peut dresser l'évolution suivante :
Les chiffres des années 1831 à 1970 tiennent compte des chiffres des anciennes communes fusionnées.
- Source : DGS, de 1831 à 1981 = recensements population ; à partir de 1990 = nombre d'habitants chaque 1er janvier.[2]

## Jumelage
- Gladenbach (Allemagne) depuis 2010[3]

## Activités
Londerzeel est le siège du Comité Jean Pain, association œuvrant pour le développement de la méthode Jean Pain visant la valorisation des broussailles et déchets verts. Cette association y a un important chantier-pilote de traitement des broussailles et du bois d'élagage.

## Sport
- Football : K Londerzeel SK

## Personnages illustres
- Gerard Walschap (1898-1989), écrivain
- Kris Van Assche (1976), créateur de mode

## Héraldique
|  | La commune possède des armoiries qui lui ont été octroyées le 16 août 1927 et à nouveau le 19 juillet 1978. Elles sont identiques à celles de Grimbergen, le village ayant appartenu au domaine de Grimbergen, un important domaine brabançon, jusqu'en 1764. Les sceaux du conseil communal datant des XIVe et XVIe siècles montrent les armoiries de Grimbergen telles que présentées. La seule distinction entre l'arme de Grimbergen et celle de Londerzeel est la boucle dorée au-dessus du bouclier. Blasonnement : D'or à la fasce d'azur au sautoir de gueules brochant sur le tout; l'écu timbré d'un fermail d'or. - Délibération communale : 25 octobre 1977 - Arrêté royal : 19 juillet 1978 - Moniteur belge : 9 mai 1979 (sans le blasonnement) Source du blasonnement : Heraldy of the World. |